# Sommerschafweide am Fetzenried
Die Sommerschafweide am Fetzenried ist ein vom Landratsamt Münsingen am 31. Mai 1955 durch Verordnung ausgewiesenes Landschaftsschutzgebiet auf dem Gebiet der Gemeinde Pfronstetten im Landkreis Reutlingen in Baden-Württemberg.

## Lage und Beschreibung
Das 6,4 Hektar große Landschaftsschutzgebiet liegt etwa 1,5 km östlich des Pfronstettener Ortsteils Tigerfeld in den Gewannen Greut und Fetzenried. Es gehört zum Naturraum Mittlere Flächenalb.
Geologisch stehen Formationen der Oberen Massenkalke und der Liegenden Bankkalke des Oberjuras an.
Das Landschaftsschutzgebiet ist infolge der Nutzungsaufgabe heute weitgehend durch Sukzession oder Aufforstung bewaldet. Im Nordosten befindet sich ein Streifen einer Wirtschaftswiese.